# Copa do Mundo de Roller Derby de 2011
A Copa do Mundo de Roller Derby de 2011 foi a primeira edição da competição, disputada em Toronto, no Canadá, entre os dias 1 e 4 de dezembro de 2011. A seleção dos Estados Unidos foi a campeã.

## Fase final[2]
|  | Quartas-de-final | Quartas-de-final | Quartas-de-final |           |     | Semifinais     | Semifinais | Semifinais |                           |                           | Final                     | Final                     | Final |
|  |                  |                  |                  |           |     |                |            |            |                           |                           |                           |                           |       |
|  | 1                | Estados Unidos   | 470              |           |     |                |            |            |                           |                           |                           |                           |       |
|  | 8                | Nova Zelândia    | 14               |           |     |                |            |            |                           |                           |                           |                           |       |
|  | 8                | Nova Zelândia    | 14               |           |     | Estados Unidos | 532        |            |                           |                           |                           |                           |       |
|  |                  |                  |                  |           |     | Estados Unidos | 532        |            |                           |                           |                           |                           |       |
|  |                  |                  |                  | Austrália | 41  |                |            |            |                           |                           |                           |                           |       |
|  | 4                | Suécia           | 78               | Austrália | 41  |                |            |            |                           |                           |                           |                           |       |
|  | 4                | Suécia           | 78               |           |     |                |            |            |                           |                           |                           |                           |       |
|  | 5                | Austrália        | 126              |           |     |                |            |            |                           |                           |                           |                           |       |
|  |                  |                  |                  |           |     |                |            |            |                           |                           |                           | Estados Unidos            | 336   |
|  |                  |                  |                  | Canadá    | 33  |                |            |            |                           |                           |                           |                           |       |
|  | 2                | Inglaterra       | 383              |           |     |                |            |            |                           |                           |                           |                           |       |
|  | 7                | França           | 14               |           |     |                |            |            |                           |                           |                           |                           |       |
|  | 7                | França           | 14               |           |     | Inglaterra     | 90         |            | Disputa de terceiro lugar | Disputa de terceiro lugar | Disputa de terceiro lugar | Disputa de terceiro lugar |       |
|  |                  |                  |                  |           |     | Inglaterra     | 90         |            | Disputa de terceiro lugar | Disputa de terceiro lugar | Disputa de terceiro lugar | Disputa de terceiro lugar |       |
|  |                  |                  |                  | Canadá    | 161 |                |            |            |                           |                           |                           |                           |       |
|  | 3                | Finlândia        | 31               | Canadá    | 161 |                |            | Austrália  | 85                        |                           |                           |                           |       |
|  | 3                | Finlândia        | 31               |           |     |                |            | Austrália  | 85                        |                           |                           |                           |       |
|  | 6                | Canadá           | 499              |           |     |                |            |            |                           |                           |                           | Inglaterra                | 203   |

## Classificação final
1. Estados Unidos
2. Canadá
3. Inglaterra
4. Austrália
5. Finlândia
6. Suécia
7. França
8. Nova Zelândia
9. Alemanha
10. Irlanda
11. Escócia
12. Brasil
13. Argentina[3]